# Adolph Knigge

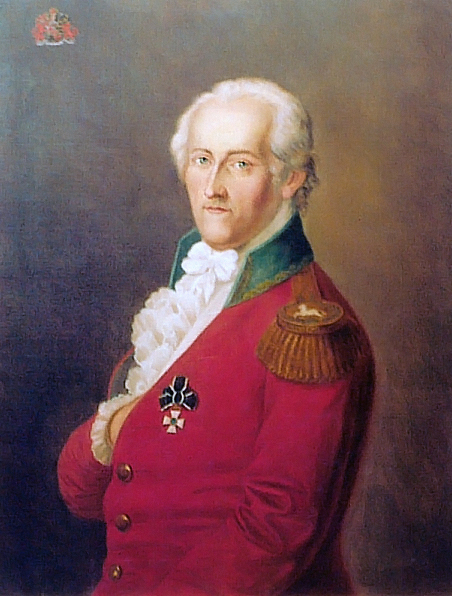
Adolph Freiherr Knigge

Adolph Franz Friedrich Ludwig Freiherr Knigge (* 16. Oktober 1752 in Bredenbeck bei Hannover; † 6. Mai 1796 in Bremen) war ein deutscher Schriftsteller und Aufklärer. Von 1780 bis 1784 war er ein führendes Mitglied des Illuminatenordens. Bekannt wurde er vor allem durch seine Schrift Über den Umgang mit Menschen. Sein Name steht heute stellvertretend, aber irrtümlich, für Benimmratgeber, die mit Knigges eher soziologisch ausgerichtetem Werk im Sinne der Aufklärung nichts gemeinsam haben.

## Leben

### Herkunft und Kindheit

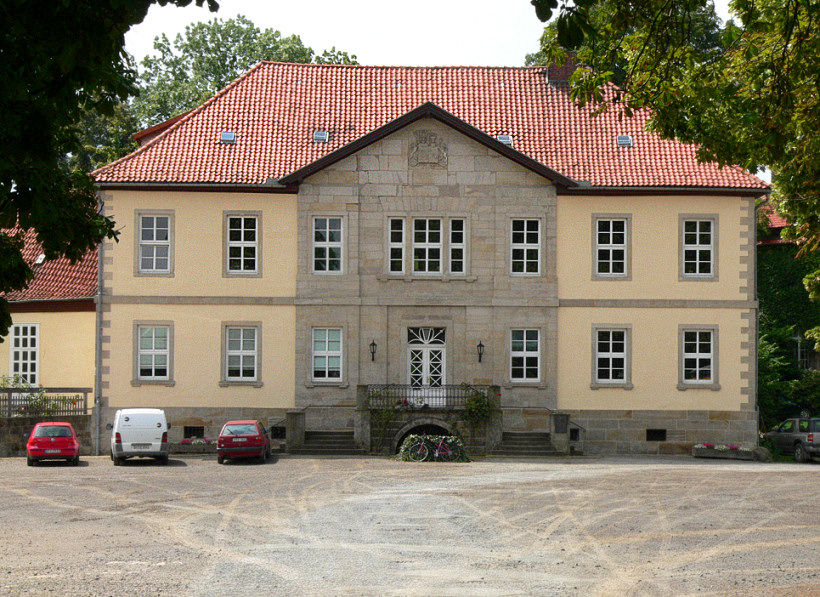
Herrenhaus des 1825 entstandenen Gutes auf dem früheren Schlossgelände in Bredenbeck, auf dem Adolph Freiherr Knigge geboren wurde

Er war ein Spross der uradligen niedersächsischen, allerdings verarmten Adelsfamilie Knigge. In seinem Geburtsort Bredenbeck am Ostrand des Deisters besaß bereits um 1338 der Ritter Hermann Knigge ein Schloss. Mit herzoglicher Erlaubnis wurde es zur mächtigsten Wasserburg des Calenberger Landes ausgebaut. Die Burg brannte 1550 ab und wurde noch wehrhafter wiederaufgebaut.
Sein Vater war Carl Philipp Freiherr Knigge (1723–1766) und seine Mutter Louise Wilhelmine (1730–1763), die Tochter des Kammerjunkers Friedrich Wilhelm Freiherr Knigge aus Weimar. Knigge wuchs in Bredenbeck auf, wo er standesgemäß erzogen wurde. Seine Mutter verstarb, als er elf Jahre alt war, sein Vater, als er 14 war. Als Waise erbte er Schulden in Höhe von 130.000 Reichstalern. Die Gläubiger nahmen das Anwesen unter Zwangsverwaltung und gestanden ihm eine jährliche Rente von 500 Reichstalern zu.

### Ausbildung

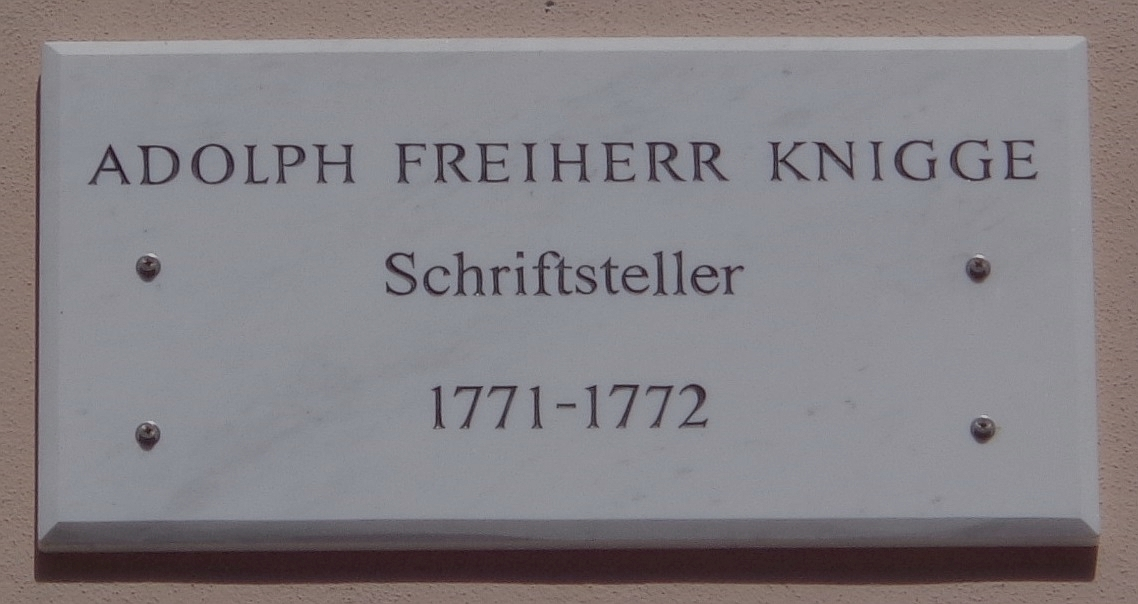
Göttinger Gedenktafel für Knigge am „Michaelishaus“ in der Prinzenstraße 21

Im Alter von 14 Jahren wurde das elternlose Kind von seinem Vormund nach Hannover zur Erziehung durch Privatunterricht geschickt. Er studierte von 1769 bis 1772 Jura und Kameralistik in Göttingen. In seiner Göttinger Studienzeit gehörte er – belegt durch Stammbuchblätter – der Gustav-Loge im unzertrennlichen Concordienorden an, die mit dem Studentenorden C.e.T. verbunden war. Sein Logenname war „Philo“.

### Berufstätigkeit
1771 wurde Knigge vom Landgrafen Friedrich II. von Hessen-Kassel zum Hofjunker und Assessor der Kriegs- und Domänenkammer zu Kassel ernannt. Dieses Amt bekleidete er nur kurz, weil er sich „durch amtliche und gesellige Misshelligkeiten unmöglich machte“.
1776 erhielt er eine weitere Anstellung an einem Fürstenhof. Herzog Carl August von Sachsen-Weimar ernannte ihn zum weimarischen Kammerherrn, wo er „als gern gesehener Kurzweilmacher viel am dortigen Hofe verkehrte“.
Zwischen 1777 und Spätherbst 1780 lebte Knigge am Herrschaftlichen Hof des Erbprinzen und späteren Kurfürsten Wilhelm in Hanau, wo er eine Reihe von Schriften veröffentlichte und – bis er aufgrund verschiedener Vorfälle in Ungnade flüchten musste – offenbar ein recht angenehmes und vom Erbprinzen finanziertes Hofleben führte. Das Dasein eines Höflings war dem Freigeist Knigge aber zuwider, in seinem 1785 abgeschlossenen satirischen Roman Geschichte Peter Clausens verhöhnte er die seinem Urteil nach „erbärmlichsten Hofschranzen“ und das ganze „Hofgeschmeisse“.
Ab 1780 lebte Knigge daher in Frankfurt am Main, um sich seinen schriftstellerischen Projekten und der Arbeit in verschiedenen Logen und Geheimbünden zu widmen. 1783 zog er nach Heidelberg, später ging er nach Hannover zurück, um sich um seine Güter zu kümmern.
Von 1790 an lebte er bis zu seinem Tode in Bremen, wo er aus Geldnot das Amt eines Oberhauptmanns der großbritannisch-hannoverschen Regierung übernahm. Darüber hinaus engagierte er sich im Kulturleben der Stadt und förderte ein Liebhabertheater, bis ihn ab 1795 Nervenfieber und Gallensteine ans Bett fesselten.

### Familie
1773 heiratete er die Hofdame Henriette von Baumbach (1749–1808), angeblich, weil Landgräfin Philippine von Brandenburg-Schwedt ihn dazu genötigt hatte: Kurz zuvor hatte er die Hofdame durch den als Scherz gemeinten Diebstahl ihres Schuhs bei Hofe bloßgestellt. Knigge zog mit ihr und der nach der Landgräfin benannten Tochter Philippine Auguste Amalie (1775–1841) auf das Gut Baumbach in Nentershausen. Seine Tochter schrieb auch unter seiner Anleitung Versuch einer Logic für Frauenzimmer (1789) sowie eine Kurzbiografie über ihren Vater (1823).

## Einzelheiten

### Das „von“ im Namen

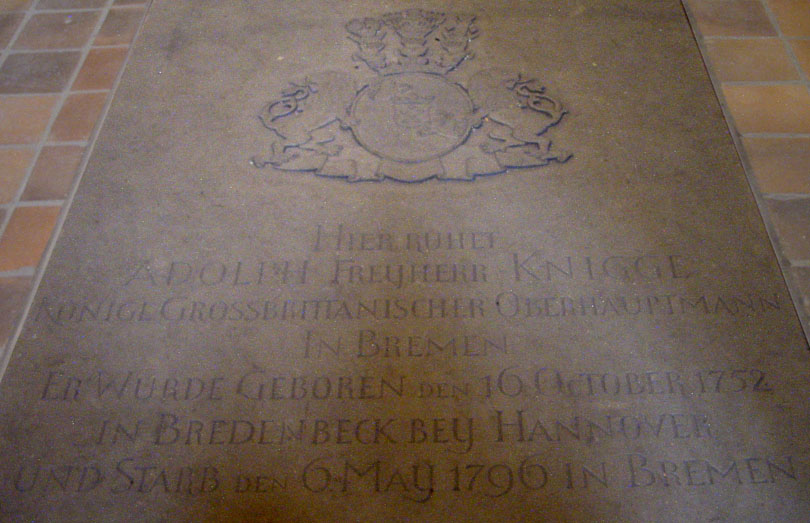
Die Grabplatte im Bremer Dom mit der Namensschreibweise „Adolph Freyherr Knigge“

Ob Knigges Geburtsname das Adelsprädikat „von“ enthielt, ist umstritten. In seinen Büchern taucht es je nach Erscheinungsjahr und Herausgeber teils auf, teils nicht.
Nach Ansicht des Genealogischen Handbuchs des Adels gehört die Familie Knigge zum niedersächsischen Uradel, hatte jedoch nie ein „von“ im Namen. Der korrekte Name laute daher „Adolph Freiherr Knigge“. In dieser Form steht der Name auch auf der Grabplatte des Freiherrn Knigge im Bremer St.-Petri-Dom. Nach der Darstellung von Knigges Biograph Karl-Heinz Göttert ist Knigge aber als „Adolph Freiherr von Knigge“ geboren worden. Das „von“ habe er als Anhänger der Französischen Revolution 1789 nach Abschaffung des Adels in Frankreich abgelegt.

### Logen und Orden
Knigge schloss sich 1773 der Strikten Observanz an. Aufgrund seiner begrenzten finanziellen Mittel gelang es ihm allerdings nicht, in den engeren Führungszirkel des elitären Ordens aufzusteigen. In Kassel wurde Knigge in die Freimaurerloge Zum gekrönten Löwen aufgenommen. In Hanau war er Mitglied der Loge Wilhelmine Caroline. Als Eques a cygno (Schwanenritter) korrespondierte er mit deren Führern und mit denen des Ordens der Gold- und Rosenkreuzer. Im Dienst der Freimaurerei war er viel auf Reisen. Auf den Konventen der Strikten Observanz in Braunschweig, Wolfenbüttel und Wilhelmsbad setzte er sich für Reformen ein.
Desillusioniert und schwer enttäuscht von seinen Kontakten im Umfeld der Freimaurerei, schloss er sich über Marquis Constanzo 1780 unter dem Decknamen „Philo“ zusätzlich dem radikalaufklärerischen Illuminatenorden an. Knigge hatte den Auftrag, den Orden in Norddeutschland aufzubauen, wobei es dem rastlosen und geschickten Organisator gelang, rund 500 Mitglieder anzuwerben, in der Hauptsache Adlige und Intellektuelle. Durch den von Knigge angeworbenen Johann Christoph Bode wurde sogar Johann Wolfgang von Goethe gewonnen. Im Auftrag des Ordensgründers Adam Weishaupt veröffentlichte er 1781 anonym die Polemik Ueber Jesuiten, Freymaurer und deutsche Rosenkreuzer, in der er die Verschwörungstheorie verbreitete, die Strikte Oberservanz und die Rosenkreuzer seien insgeheim Instrumente des 1773 aufgelösten Jesuitenordens, mit denen dieser seine gegenaufklärerischen Ziele verfolge. Nach heftigen Machtkämpfen mit Bode und Weishaupt wurde Knigge 1784 wieder ausgeschlossen. Rückblickend meinte er, die von ihm erhoffte „Erneuerung des geistigen Lebens der Nation“ durch den Orden sei nicht durchführbar gewesen.
Zudem war er an der Ausarbeitung der Grundlagen des Eklektischen Bundes beteiligt. Zeit seines Lebens befasste sich Knigge mit verschiedenen Projekten egalitärer Männer- und Freundschaftsbünde; noch kurz vor seinem Tode entwarf er 1795 das Manifest eines Patriotischen Bundes.
Diese vielfältigen Tätigkeiten, vor allem die prominente Rolle, die er im kurz nach seinem erzwungenen Austritt aufgelösten Illuminatenorden gespielt hatte, machten Knigge nach der Französischen Revolution der Obrigkeit verdächtig. Er galt als gefährlicher Demokrat und Jakobiner. 1796 schickte ihm die Wiener Geheimpolizei unter dem Namen des Ex-Illuminaten Aloys Blumauer gefälschte Briefe in der Hoffnung, aus Knigges Antwortschreiben Einblick in das Netzwerk der deutschen Anhänger der Französischen Revolution zu erhalten.

### Erinnerung
Knigges Grab befindet sich im Bremer Dom. Der Levester Familienzweig der Knigges wurde Lehnsnachfolger und übernahm die Burg, die heute als Gutshof im Besitz der Familie Knigge steht.
Anlässlich seines 250. Geburtstages gab die Deutsche Post eine Sonder-Briefmarke im Jahr 2002 heraus.
Nach Knigge sind der Kniggeweg in Bremen-Oberneuland benannt sowie weitere Straßen unter anderem in Hamburg-Wilstorf, Hannover-Nordstadt und München-Waldperlach. In seiner Universitätsstadt Göttingen wurde er 2014 mit einer der Göttinger Gedenktafeln am Michaelishaus geehrt.

## Über den Umgang mit Menschen

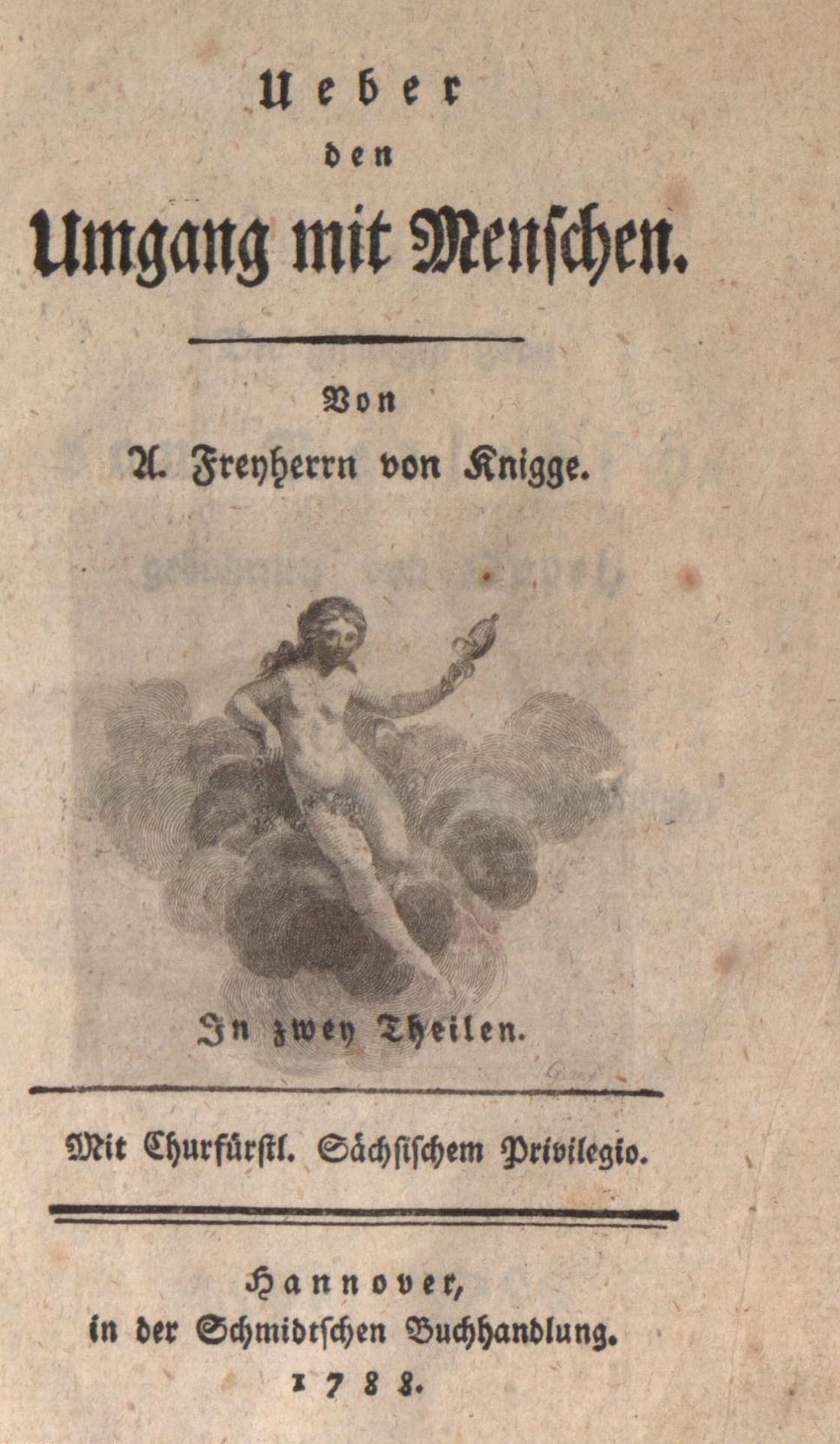
Über den Umgang mit Menschen. Titelblatt der Erstausgabe

1788 erschien die erste Ausgabe seines wohl bekanntesten Werkes Über den Umgang mit Menschen (heute einfach kurz als „Knigge“ bekannt). Knigge beabsichtigte damit eine Aufklärungsschrift für Taktgefühl und Höflichkeit im Umgang mit den Generationen, Berufen, Charakteren, die einem auch Enttäuschungen ersparen sollte. Man kann seine durchdachten und weltkundigen Erläuterungen sehr wohl als angewandte Soziologie würdigen, was in den Abschnitten Über den Umgang mit Kindern, Über den Umgang mit Ärzten, Über den Umgang mit Jähzornigen, Über den Umgang mit Schurken und nicht zuletzt Über den Umgang mit sich selbst deutlich wird.
Irrtümlicherweise wurde dieses Buch späterhin als Benimmbuch missverstanden, oft nur nach Hörensagen. Dieses Missverständnis verstärkte bereits der Verlag, indem er nach dem Tode von Knigge das Werk um Benimmregeln erweiterte. Außerdem ist bekannt, dass etwa alle zehn Jahre eine neue Ausgabe herausgegeben wurde – hauptsächlich mit Kleiderregeln. Heute erwartet man von einem „Knigge“ meist Hinweise, wie man Rot- zu Weißweingläsern beim gedeckten Tisch zueinander gruppiert; derlei überging Knigge selbst jedoch völlig.
Moritz Freiherr Knigge gab im Jahre 2004 in der Intention einer zeitgemäßen Adaption eine moderne Fassung des bekanntesten Werkes unter dem Titel Spielregeln. Wie wir miteinander umgehen sollten heraus. Der Persephone Verlag veröffentlichte 2017 eine Version des Werkes, die der Verlag als „Übersetzung in modernes Deutsch“ bezeichnet und eine sprachlich modernisierte Version des Originals darstellt (ISBN 978-3-9524729-2-7).

## Werke

### Schriften
- Allgemeines System für das Volk. Zur Grundlage aller Erkenntnisse für Menschen aus allen Nationen, Ständen und Religionen in einem Auszuge heraus gegeben. Nicosia. 1873, [o. O. 1778].
- Der Roman meines Lebens, 1781–1783 (4 Bände).
- Geschichte Peter Clausens, 1783–1785 (3 Bände).
- Die Verirrungen des Philosophen oder Geschichte Ludwigs von Seelberg, Frankfurt a. M. 1787 (2 Bände: Google Books Bd. 1, Google Books Bd. 2)
- Über den Umgang mit Menschen, 1788 (Google Books: 13. Ausgabe in einem Band, hrsg. von Karl Gödeke, Hahn, Hannover 1853)
  - Bd. 1. Schmidt, Hannover 1788 Digitalisat und Volltext im Deutschen Textarchiv
  - Bd. 2. Schmidt, Hannover 1788 Digitalisat und Volltext im Deutschen Textarchiv
- Geschichte des armen Herrn von Mildenburg, 1789.
- Benjamin Noldmann’s Geschichte der Aufklärung in Abyssinien, oder Nachricht von seinem und seines Herrn Vetters Aufenthalte an dem Hofe des großen Negus, oder Priesters Johannes. Göttingen 1791 (2 Bände, projekt-gutenberg.org Onlineausgabe). Weitere Ausgabe Benjamin Noldmanns Geschichte der Aufklärung in Abyssinien. Vorgestellt und mit einem äthiopisch-deutschen Brückenschlag versehen von Asfa-Wossen Asserate. Reihe Die Andere Bibliothek, Eichborn, Frankfurt am Main 2006, ISBN 978-3-8218-4569-2.
- Des seligen Herrn Etatsrats Samuel Konrad von Schafskopf hinterlassene Papiere, 1792.
- Die Reise nach Braunschweig. Hannover 1792.
  - Französische Übersetzung (1806): Le Voyage de Brunswick. Roman comique, d’après l’original allemand du Baron de Knigge par J[ohann] B[aptist] Daulnoy (digitalisierte Ausgabe der Universitäts- und Landesbibliothek Düsseldorf).
- Josephs von Wurmbrand, Kaiserlich abyssinischen Ex-Ministers, jezzigen Notarii caesarii publici in der Reichsstadt Bopfingen, politisches Glaubensbekenntniss, mit Hinsicht auf die französische Revolution und deren Folgen. Frankfurt am Main / Leipzig 1792.
- Reise nach Fritzlar im Sommer 1794, 1795.
- Über Eigennutz und Undank: Ein Gegenstück zu dem Buche: Ueber den Umgang mit [den] Menschen. Bremen 1795 (Google Books, vollständiges Buch).
- Adolph Freiherr Knigge – Gustav Friedrich Wilhelm Großmann: Briefwechsel 1779 bis 1795. Mit einer Auswahl von Knigges Schriften zum Theater. Hrsg. von Michael Rüppel. Wallstein Verlag. Göttingen 2010, ISBN 978-3-8353-0580-9.
- „Verehrungswürdiger, braver Vertheidiger der Menschenrechte!“ Der Briefwechsel zwischen Adolph Freiherrn Knigge und Sophie und Johann Albert Heinrich Reimarus 1791–1796, hg. v. Günter Jung und Michael Rüppel. Wallstein, Göttingen 2019.

Im März 2010 gab der Wallstein Verlag, Göttingen, eine Auswahl seiner Schriften unter dem Titel Werke heraus (ISBN 978-3-8353-0410-9). Die vier Bände im Schuber wurden in Zusammenarbeit mit der Deutschen Akademie für Sprache und Dichtung, Darmstadt, und der Wüstenrot Stiftung zusammengestellt und von Sibylle Lewitscharoff eingeleitet.

### Kompositionen
- Konzert für Fagott, Streicher und Basso continuo F-Dur, 1776
- Sechs Sonaten für Klavier, 1781
- Zwei Klavierlieder: Der stille Abend kömmt herbei und Ergreift das Werk, ihr guten Kinder, 1785/86

### Bibliographie
- Knigges Werke. Eine Bibliographie der gedruckten Schriften, Kompositionen und Briefe Adolphs, Freyherrn Knigge und seiner Tochter Philippine von Reden, geb. Freiin Knigge. Mit einem Anhang: Sekundärliteratur, zusammengestellt von Ernst August Freiherr Knigge. Wallstein Verlag, Göttingen 1996, ISBN 3-89244-229-0.

### Übersichten
- Erich Schmidt: Knigge, Adolf. In: Allgemeine Deutsche Biographie (ADB). Band 16, Duncker & Humblot, Leipzig 1882, S. 288–291.
- Oda Hay: Knigge, Adolph Freiherr. In: Neue Deutsche Biographie (NDB). Band 12, Duncker & Humblot, Berlin 1980, ISBN 3-428-00193-1, S. 184–186 (Digitalisat).
- Walter von Hueck, Friedrich Wilhelm Euler: Genealogisches Handbuch des Adels, Adelslexikon, Band VI, Band 91 der Gesamtreihe, C. A. Starke Verlag, Limburg (Lahn) 1987, ISSN 0435-2408 ISBN 3-7980-0791-8, S. 317.
- Christoph Franke, Klaus von Andrian-Werburg: Genealogisches Handbuch des Adels, Freiherrliche Häuser, A (Uradel), Band XX, Band 118 der Gesamtreihe. C. A. Starke Verlag, Limburg (Lahn) 1999, ISSN 0435-2408 ISBN 3-7980-0818-3, S. 205.
- Harro Zimmermann (Hrsg.), Walter Weber: Adolph Freiherr Knigge. Neue Studien. (Vorträge des Bremer Symposiums 1996 aus Anlass des 200. Todestages), Edition Temmen, Bremen 1997, ISBN 3-86108-123-7.
- [Eintrag] Adolph Freiherr von Knigge. In: Heinz Ludwig Arnold (Hrsg.): Kindlers Literatur Lexikon. 3., völlig neu bearbeitete Auflage, Bd. 9, [Biogramm, Werkartikel Über den Umgang mit Menschen von Kurt Reichenberger und Die Reise nach Braunschweig von Otto F. Best],  Metzler, Stuttgart/Weimar 2009, ISBN 978-3-476-04000-8, S. 185–187.
- Alexander Košenina: Adolph Freiherr Knigge (1752-1796): Ein Menschenkenner fordert Menschenrechte, in: Frank-Walter Steinmeier (Hrsg.): Wegbereiter der deutschen Demokratie. 30 mutige Frauen und Männer 1789–1918, C. H. Beck, München 2021, ISBN 978-3-406-77740-0, S. 67–76.

### Biografien und Einführungen
- Karl Goedeke: Adolph Freiherr Knigge – Knigges Leben und Schriften, Hannover. Im Verlage der Hahn’schen Hofbuchhandlung, 1844.
- Hans Georg Brenner: Das Geheimnis des Adolph Freiherrn von Knigge: Die Wege eines Menschenkenners, Hamburg 1936.
- Peter Kaeding: Adolph von Knigge. Begegnungen mit einem freien Herrn. Union, Berlin 1991, ISBN 3-372-00397-7.
- Karl-Heinz Göttert: Knigge oder: Von den Illusionen des anständigen Lebens. dtv, München 1995, ISBN 3-423-04672-4.
- Ingo Hermann: Knigge. Eine Biografie. Propyläen, Berlin 2007, ISBN 978-3-549-07260-8.
- Heiko Postma: „Sei, was du bist, immer und ganz“. Über den Aufklärungs-Schriftsteller Adolph Freyherr Knigge (= Von Büchern und Menschen. Band 13). jmb, Hannover 2009, ISBN 978-3-940970-13-8.

### Studien zu Einzelaspekten
- Ernst Andreas Friedrich: Die einstige Burg Bredenbeck. In: Wenn Steine reden könnten, Band III, Landbuch-Verlag, Hannover 1995, ISBN 3-7842-0515-1, S. 127–129.
- Michael Schlott (Hrsg.): Wirkungen und Wertungen. Adolph Freiherr Knigge im Urteil der Nachwelt (1796–1994). Eine Dokumentensammlung (= Das Knigge-Archiv. Band 1). Wallstein Verlag, Göttingen 1998, ISBN 3-89244-287-8.
- Paul Raabe: … in mein Vaterland zurückgekehrt: Adolph Freiherr Knigge in Hannover 1787–1790. Wallstein, Göttingen 2002, ISBN 3-89244-639-3.